# Uranotaenia quinquemaculata
Uranotaenia quinquemaculata är en tvåvingeart som beskrevs av Bonne-wepster 1934. Uranotaenia quinquemaculata ingår i släktet Uranotaenia och familjen stickmyggor. Inga underarter finns listade i Catalogue of Life.